# هور حمار
نیزارهای حمّار یا هور حمّار (عربی: هور الحمار) مجموعه تالاب‌های بزرگی در جنوب‌شرقی عراق است که بخشی از مرداب‌های بین‌النهرین در سامانه رودخانه‌ای دجله و فرات به‌شمار می‌روند. از نظر تاریخی، نیزارهای حمّار در طول سیل‌های فصلی تا ۴٬۵۰۰ کیلومتر مربع (۱٬۷۰۰ مایل مربع) نیز گسترش یافته‌است. این نیزارها در طول دهه ۱۹۹۰ توسط پروژه‌های بزرگ زهکشی، سد و دایک سازی تخریب شدند. از سال ۲۰۰۳ به این‌سو، نیزارها به دنبال جریان دوباره سیلاب و تخریب سدها در حال بهبود هستند.

## جغرافیا
نیزارهای حمّار در استان ذی‌قار و استان بصره قرار دارند. این نیزارها از سمت شمال به شهر قرنه، از سمت جنوب‌شرقی به رود فرات، در جنوب‌شرقی به شهر بصره، در جنوب به دریاچه‌های آب شور و بیابان عربی و از غرب و شمال‌غربی به مراکز شهری ناصریه و الجبایش محدود می‌شوند. منابع اصلی آب هور حمّار، فرات و شاخه‌های آن است. آب اضافی از دجله نیز از طریق سرریز از نیزارهای مرکزی به هور حمّار می‌رسد. تا دهه ۱۹۷۰، این هور بیش از ۱۲۰ در ۲۵ کیلومتر (۷۵ در ۱۶ مایل) امتداد داشت و به‌طور دائم منطقه ای به وسعت ۲٬۸۰۰ کیلومتر مربع (۱٬۱۰۰ مایل مربع) را پوشش می‌داد که در طول سیل‌های فصلی تا حدود ۴٬۵۰۰ کیلومتر مربع (۱٬۷۰۰ مایل مربع) نیز گسترش می‌یافت. در آن زمان، این هور بزرگ‌ترین مرداب غرب آسیا بود.
دریاچهٔ بیش‌پرورد و نسبتاً لب‌شور حمّار، بزرگ‌ترین پهنه آبی در هورهای حمّار است.

## گروه‌های قومی
عرب‌های هور قوم اصلی ساکن این منطقه هستند.